# Sharlene Cartwright-Robinson
Sharlene Linette Cartwright-Robinson (Bahamas, 4 settembre 1971) è una politica e avvocata britannica, quarta premier di Turks e Caicos dal 2016 al 2021, prima donna a ricoprire tale carica.

## Biografia
Nata alle Bahamas il 4 settembre 1971, all'età di sei anni si trasferisce alle isole Turks e Caicos dove i genitori erano originari. Si professa protestante battista.

### Carriera politica
Entra in politica nel 1999, venendo nominata al Consiglio legislativo e rimanendo fino al 2003. Nello stesso anno si candida alle elezioni generali, non risultando eletta.
Successivamente, dopo alcuni anni passati al Forum consultivo a causa della sospensione del governo delle isole nel 2009, annuncia la sua candidatura alle elezioni di novembre del 2012.
Pochi mesi prima delle elezioni, a luglio, viene nominata vice capo del partito Movimento Democratico del Popolo. Vince le elezioni, venendo eletta al seggio, avendo ottenuto il maggior numero di voti. A seguito di tale vittoria, il partito la elegge leader.
Quattro anni dopo, alle elezioni successive, sconfigge gli altri due candidati, ponendo fine a tredici anni di governo del Partito Nazionale Progressista.
Alle nuove elezioni del febbraio 2021 perde il seggio, venendo sconfitta da Washington Misick. In seguito si dimette da leader di partito.